# Caproni Ca.310
Le Caproni Ca.310 Libeccio était un avion de reconnaissance bimoteur monoplan italien qui fut utilisé pendant la seconde Guerre Mondiale. Dérivé du Ca.309, le CA.310 combattit durant la guerre d'Espagne et prit part aux premières phases de la seconde Guerre mondiale en Libye. Certains furent utilisés pour des missions temporaires d'attaque au sol en remplacement du Breda Ba.65. Les derniers Ca.310 furent retirés du service de l'Aeronautica Militare en 1948.

## Conception et développement
Le Ca.310 était un monoplan à ailes basses de reconnaissance et de bombardement, il était basé sur le Ca.309 et est équipé d'un train d'atterrissage rétractable et de moteurs améliorés. Ses moteurs implantés dans les ailes entraînaient des hélices tractives bipales.
Le fuselage était construit en tube d'acier soudé recouvert de panneaux en alliage léger et de tissu, tandis que l'empennage et la queue étaient construits en bois recouverts de panneaux de contreplaqués sur les partis fixes et entoilés sur les surfaces mobiles. Il était armé d'une tourelle dorsale manuelle équipée d'une seule mitrailleuse  Breda-SAFAT de 7,7 mm.

## Histoire opérationnelle

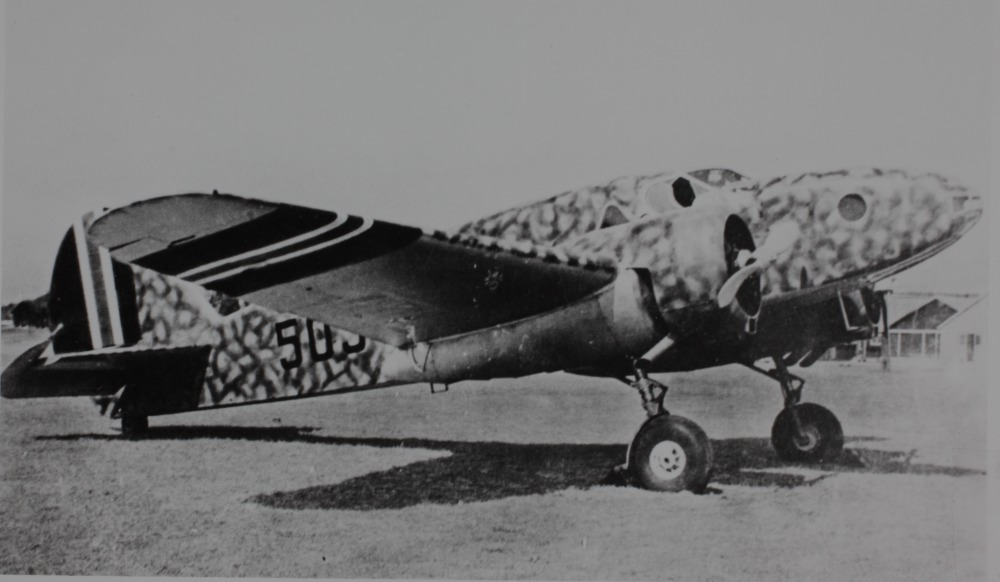

Caproni mit de grands espoirs dans les performances au combat du Ca.310, mais ces espoirs furent déçus lors des essais. Ce manque de performances fit que la Norvège et la Hongrie furent mécontents des appareils qu'ils reçurent en 1938. Le Ca.310 fut évalué par la Regia Aeronautica qui en commanda un petit lot. Un groupe de 16 avions fut envoyé en Espagne en 1938 pour des essais opérationnels de reconnaissance et de bombardement avec le corps expéditionnaire italien aux côtés des insurgés nationalises durant la Guerre d'Espagne. 
Les avions norvégiens furent acquis dans le cadre d'un troc entre la Norvège et l'Italie. La commande originale (incluant les options) était de 24 avions, mais après avoir constaté les mauvaises performances de l'avion, les autorités norvégiennes refusèrent d'autres Ca.310. Ces derniers furent remplacés par 12 Caproni Ca.312 à moteurs améliorés qui offraient de meilleures performances, mais ils ne purent être livrés avant l'invasion allemande du 9 avril 1940. 
Une série de 12 Ca.310bis furent produits pour la Yougoslavie. Cette variante différait principalement par son nez vitré en une seule partie. Le prototype du Ca.310bis servi au développement du Caproni Ca.311. 
Les 33 Ca.310 hongrois retournèrent en Italie, où ils furent remis à neuf par Caproni et renvoyé au 50˚ Stormo d’Assalto. Le Ca.310 n'était pas considéré comme un avion de combat efficace, ainsi durant la seconde Guerre Mondiale il fut utilisé pour la reconnaissance et le bombardement léger dans des zones ou il ne devait rencontrer aucune opposition sérieuse. 
Les Ca.310 du Cuerpo de Aviación del Perú prirent part à la deuxième guerre équato-péruvienne en juillet 1941. Aux côtés des North American NA.50, les Ca.310 péruviens effectuèrent des missions de bombardement sur des villes équatoriennes et supportèrent les troupes au sol. 
Un exemplaire norvégien a été partiellement restauré et est exposé au Sola Aviation Museum.

## Variantes
Ca.310 
Avion de reconnaissance bimoteur, propulsé par deux moteurs 7-cylindres en étoile Piaggio Stella P.VII C.16/35.
Ca.310 Idro
Version hydravion à flotteur.
Ca.310bis
Prototype De facto du Caproni Ca.311 avec un nez entièrement vitré et deux moteurs Piaggio Stella P.VII C.35.

## Opérateurs
État indépendant de Croatie
- Zrakoplovstvo Nezavisne Države Hrvatske - 7 anciens avions yougoslave capturés

  Royaume de Hongrie
- Armée de l'Air Royale Hongroise - 36 avions achetés en 1938, mais les 33 exemplaires survivants furent rendus en 1940 à cause de performances insuffisantes.

  Royaume d'Italie
- Regia Aeronautica - 193 avions
- Aviazione Legionaria - 16 avions
- Aeronautica Cobelligerante Italiana

  Italie
- Aeronautica Militare

  Norvège
- Service aérien de l'armée norvégienne - 4 avions

  Pérou
- Cuerpo de Aviación del Perú - 16 avions commandés en 1938.

  État espagnol
- Ejército del aire - 16 avions

  Royaume de Yougoslavie
- Force aérienne royale yougoslave - 12 avions commandés en 1938.

  République fédérative socialiste de Yougoslavie
- Force aérienne yougoslave - Après guerre